# مقاطعة داوز (نبراسكا)
مقاطعة داوز (بالإنجليزية: Dawes County)‏ هي إحدى مقاطعات ولاية نبراسكا في الولايات المتحدة الأمريكية.